# Das Hotelzimmer
Das Hotelzimmer  ist ein deutscher Film von Rudi Gaul. Er hatte seine Premiere am 28. Juni 2014 auf dem Filmfest München und lief zudem auf dem Filmfestival Max Ophüls Preis 2015; der Kinostart war am 5. November 2015.

## Handlung
Der erfolglose Dokumentarfilmer Lukas Schmidt interviewt in einem Hotelzimmer die erfolgreiche Autorin Agnes Lehner zu ihrem neuen Buch. Während des Gesprächs kommt heraus, dass Lukas nicht wirklich gekommen ist, um einen Film zu drehen. Er behauptet, dass sie sich zuvor schon einmal begegnet sind: Vor über zehn Jahren hätten beide das Abitur zusammen gemacht und wären in einen folgenschweren Unfall verwickelt gewesen. Agnes kann sich allerdings nicht erinnern und lässt sich auf ein Frage-und-Antwort-Spiel ein, mit dem Lukas versucht, in ihr die Erinnerung an ein Verbrechen zu wecken, das sie einst gemeinsam begangen haben sollen. Sie verstricken sich immer mehr in ein Geflecht aus Begehren und Identität, und je länger die Nacht dauert, desto weiter entfernen sich Lüge und Wahrheit voneinander.

## Kritik
Der Filmdienst urteilt, der „auf einen Raum und zwei Figuren begrenzte Psychothriller“ strapaziere „seine Glaubwürdigkeit permanent durch haarsträubende Wendungen“. Dabei würden sich die „guten Schauspieler […] vergeblich an unfreiwillig komischen Dialogen“ abmühen. Die Filmwebsite kino.de schreibt, das „sehr konzentrierte Kammerspiel“ lebe „fast ausschließlich von den Dialogen und den Darstellerleistungen“. Die Inszenierung halte sich „weitestgehend zurück“. Als Hauptdarsteller würden Mina Tander und Godehard Giese überzeugen.

## Auszeichnungen
- Filmschau Baden-Württemberg 2014: Baden-Württembergischer Filmpreis, Spielfilm, Bester Film 2014

## Bühnenfassung
Die Bühnenfassung von Gauls Das Hotelzimmer wurde am 1. Oktober 2022 in einer Inszenierung von Felix J. Mohr am Kammertheater Der Kleine Bühnenboden (Münster) uraufgeführt. Die Rolle der Agnes übernimmt Ivonne Schwarz, die Rolle des Lukas wird von Stefan Nászay gespielt.